# Michał Łapaj
Michał Krzysztof Łapaj (Varsavia, 3 marzo 1982) è un tastierista polacco, noto per la sua militanza nei Riverside.

## Biografia
Łapaj è entrato nei Riverside nel dicembre 2003 (poche settimane prima dell'uscita del loro debutto Out of Myself) in sostituzione del precedente tastierista Jacek Melnicki, che abbandonò per ragioni personali. Da allora è stato presente in ogni pubblicazione del gruppo, che da allora ha pubblicato altri sette album in studio, il cui ultimo, ID.Entity, è uscito nel 2023.
Il 4 giugno 2020 il tastierista ha presentato il suo singolo di debutto, Breathe, uscito digitalmente; il 16 novembre successivo è stata la volta dell'EP Sessions, composto da tre brani. Nel 2021 ha pubblicato l'album di debutto Are You There, che ha debuttato al quinto posto della OLiS ed è stato promosso dai video dei brani Flying Blind e Shattered Memories.

## Discografia

### Da solista
Album in studio
- 2021 – Are You There

EP
- 2020 – Sessions

Singoli
- 2020 – Breathe

### Con i Riverside
- 2005 – Second Life Syndrome
- 2007 – Rapid Eye Movement
- 2009 – Anno Domini High Definition
- 2012 – Shrine of New Generation Slaves
- 2015 – Love, Fear and the Time Machine
- 2018 – Wasteland
- 2023 – ID.Entity

### Collaborazioni
- 2008 – Lunatic Soul – Lunatic Soul (da Lunatic Soul)
- 2008 – Lunatic Soul – The Final Truth (da Lunatic Soul)
- 2013 – Antigama – Turbulence (da Meteor)
- 2014 – Behemoth – O Father O Satan O Sun! (da The Satanist)
- 2016 – Vivaldi Metal Project – The Age of Dreams (Autumn #1 - Allegro) (da The Four Seasons)
- 2017 – Me and That Man – Better the Devil I Know (da Songs of Love and Death)
- 2018 – Behemoth – I Loved You at Your Darkest
- 2020 – Me and That Man – Deep Down South (da New Man, New Songs, Same Shit, Vol. 1)
- 2020 – Me and That Man – Down Below (da New Man, New Songs, Same Shit, Vol. 1 (Deluxe Edition))